# グレゴリー・ブランドン
グレゴリー・ブランドン（英語: Gregory Brandon、生年不詳 - 1640年）はイギリスのロンドンの死刑執行人である。
イギリスの歴史上初めての犯罪者ではない死刑執行人であり、紋章を持った死刑執行人であり、死刑執行人の職を息子に世襲させた人物である。

## 人物
1610年から1640年まで死刑執行人を務めた。1610年まではデリックの助手を務めており、1610年にデリックが死ぬと後任の死刑執行人となった。
彼が親子二代で使用したタイバーンの絞首台は彼にちなんでグレゴリーの木と呼ばれていた。
彼はイギリスで最初の公民の死刑執行人（コモン・ハングマン）だった。当時のイギリスの死刑執行人は死刑囚が刑を減免してもらう見返りとして死刑執行人になっていた（先代のデリックも強姦罪で死刑確定後に執行人任命）、つまり、死刑執行人は死刑囚がなるものであり重犯罪者であったが、彼は普通の市民であった。
当時の死刑執行人は囚人であるため刑務所内に住んでいたが、彼は公民なのでローズマリー小路（現在のロイヤル・ミント通 (en:Royal Mint) ）に妻のマリアと息子のリチャードと住んでいた。
彼は囚人ではなかったが、行状の悪さは札付きで、しばしば官憲と悶着を起こし1611年には故殺罪に問われている、本来ならば死刑に処せられるはずであったが、「聖職者の特権」（benefit of the clergy）というイギリス法の規定により減刑され、親指への烙印だけで罰を逃れている。
1616年11月にブランドンはイングランド紋章院（College of Arms）の紋章官ウィリアム・シーガー卿を騙し、紋章を取得したので騎士の従者ブランドン（Esquire Brandon）と呼ばれた。
死後は息子のリチャード・ブランドンが後を継いで死刑執行人となった。